# Lourdes Mohedano
Lourdes Mohedano Sánchez de Mora (Córdoba, 17 de junio de 1995) es una ex gimnasta rítmica española, subcampeona olímpica en los Juegos Olímpicos de Río 2016, bicampeona del mundo de 10 mazas (Kiev 2013 y Esmirna 2014) y 4ª en los Juegos Olímpicos de Londres 2012 con el conjunto español. En Stuttgart 2015 lograron el bronce mundial en el concurso general, siendo la primera medalla española en la general de un Campeonato del Mundo desde 1998. La plata en Río 2016 fue la primera medalla olímpica para la gimnasia rítmica española desde Atlanta 1996, y la logró junto a Sandra Aguilar, Artemi Gavezou, Elena López y Alejandra Quereda, conjunto conocido como el Equipaso.
Posee numerosas medallas en Mundiales, Europeos y pruebas de la Copa del Mundo, entre otras competiciones internacionales. Tiene diversas distinciones, entre ellas el Premio As del deporte (2014), la Copa Barón de Güell en los Premios Nacionales del Deporte (2015), la Medalla de Bronce de la Real Orden del Mérito Deportivo (2015), la Medalla de Plata de la Real Orden del Mérito Deportivo (2016) y la Medalla de Andalucía (2017). El Pabellón Polideportivo de Peñarroya-Pueblonuevo lleva su nombre desde 2016, y fue nombrada Hija Predilecta del municipio en 2012.

## Biografía deportiva

### Inicios
Aunque nacida en Córdoba, su familia es de Peñarroya-Pueblonuevo. Con 4 años asistió a clases de ballet en Studio de Danza Coppelia en Córdoba. Con 5 años se inició en la gimnasia rítmica como actividad extraescolar en el Colegio Eduardo Lucena. Posteriormente pasó a entrenar en el Pabellón Vista Alegre dentro del Patronato Municipal de Deportes de Córdoba y el Club Navial, aunque un año más tarde, tras participar en los Juegos Municipales, pasó al Club Liceo, tras ser detectada por las entrenadoras del club. En esta etapa también compitió en atletismo, ganando la carrera del trofeo Los Califas en 2003, obteniendo la segunda plaza en la Milla de Córdoba de 2005 o participando en las I Olimpiadas escolares de atletismo en 2007, donde venció su centro, el Colegio Eduardo Lucena. La Fundación Córdoba para el Deporte la becó en 2006.
Con el Club Liceo participó, desde categoría benjamín y tanto en modalidad individual como en conjuntos, en los campeonatos provinciales, de Andalucía y de España hasta su llegada a la selección en 2008. En 2004 sería seleccionada en programas de tecnificación deportiva de Andalucía y comienza los entrenamientos en el CAR de Marbella, compaginándolos con los de su club. En 2005, 2006, 2007 y 2008 fue renovando la inclusión a dichos programas. En 2006 se proclama subcampeona de Andalucía A en cuerda y en pelota, además de ser bronce en la general andaluza en categoría alevín. También participó en el Campeonato de España, siendo subcampeona por autonomías y bronce por equipos. Ese mismo año se proclamó campeona del Torneo Ciudad de Córdoba en categoría alevín. Además, participó en el Torneo Internacional de Huelva, donde obtuvo la 3ª posición en la clasificación general. En 2007, ya como infantil, participa en modalidad individual y de conjuntos con el Club Liceo, siendo campeona en el Torneo Ciudad de Córdoba y subcampeona de España por autonomías con la selección andaluza. También participó con su club en el Campeonato de España de Conjuntos, celebrado en Las Palmas de Gran Canaria. Desde 2007 fue seleccionada en el Plan de Tecnificación de la Real Federación Española de Gimnasia. En junio de 2008 se proclama campeona de España por autonomías y subcampeona por clubes en categoría infantil en el Campeonato de España celebrado en Santa Cruz de Tenerife.

### Etapa en la selección nacional

#### 2008 - 2012: ciclo olímpico de Londres 2012
Entró en la selección nacional de gimnasia rítmica de España el 10 de septiembre de 2008, pasando a formar parte del conjunto júnior y entrenando en el Centro de Alto Rendimiento de Madrid. Con el combinado júnior logró en 2009 la 7ª posición en la general y la 5ª en la final de 5 cintas en el Torneo Internacional júnior paralelo a la Copa del Mundo de Portimão, y la 5ª plaza en el Campeonato Europeo de Bakú. El conjunto júnior titular ese año estaba integrado por Lourdes, Ainhoa Lidón, Elena López, Yanira Rodríguez y Júlia Usón, y era entrenado por Noelia Fernández.
En octubre de 2010 pasó a integrar el conjunto nacional absoluto. Ese mismo año fue becada por la Fundación Andalucía Olímpica. En marzo de 2011 debutó con el conjunto sénior y como internacional, el 28 de abril en la Copa del Mundo de Portimão (Portugal). Desde ese momento fue siempre gimnasta titular en los dos ejercicios de cada temporada. En enero de 2011 Anna Baranova había regresado como seleccionadora nacional, con Sara Bayón como entrenadora del conjunto junto a la propia Anna. En esos momentos el equipo llevaba tres meses de retraso respecto a los demás, el intervalo de tiempo entre la destitución de Efrossina Angelova (que interpuso una demanda a la Federación por despido improcedente) y la contratación de Anna Baranova, llegando algunas gimnastas a regresar a sus clubes de origen durante este periodo, aunque varias siguieron trabajando a nivel corporal y técnica de aparato con Noelia Fernández a la espera de una nueva seleccionadora. Con la vuelta de Anna y Sara, se realizaron nuevos montajes de los dos ejercicios con el objetivo de clasificarse en el Mundial de ese año para los Juegos Olímpicos de Londres 2012. El nuevo montaje de 5 pelotas tenía como música «Red Violin» de Ikuko Kawai (un tema basado en el adagio del Concierto de Aranjuez), mientras que el de 3 cintas y 2 aros usaba Malagueña de Ernesto Lecuona en las versiones de Stanley Black And His Orchestra y de Plácido Domingo. Durante esa temporada, el conjunto se consiguió clasificar para diversas finales en pruebas de la Copa del Mundo, además de hacerse con las 3 medallas de oro en juego tanto en el US Classics Competition en Orlando como en el II Meeting en Vitória (Brasil). En el Campeonato Mundial de Montpellier (Francia) no pudieron clasificarse directamente para los Juegos Olímpicos, ya que obtuvieron la 12.ª posición y una plaza para el Preolímpico tras fallar en el ejercicio de cintas y aros al hacerse un nudo en una cinta tras el choque en el aire de dos de ellas. Además lograron la 6ª plaza en la final de 5 pelotas. Tras el Campeonato del Mundo de Montpellier siguieron sus entrenamientos con el objetivo de poder clasificarse finalmente para los Juegos en la cita preolímpica. En noviembre participaron en el Euskalgym y en diciembre, en el I Torneo Internacional Ciudad de Zaragoza, consiguieron la medalla de plata tras las rusas. El conjunto titular ese año estuvo formado por Lourdes, Sandra Aguilar, Loreto Achaerandio, Elena López, Alejandra Quereda (capitana) y Lidia Redondo. 

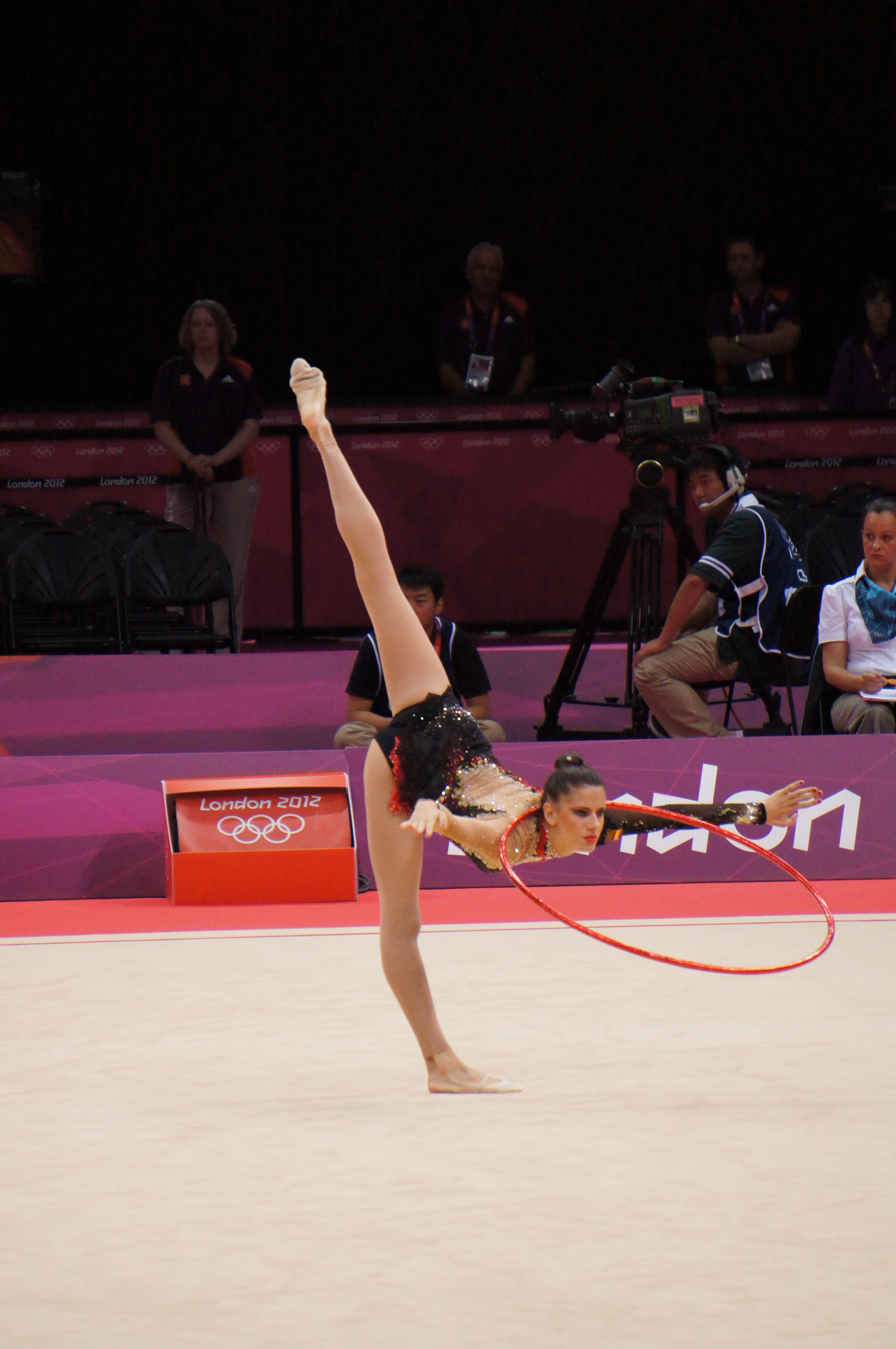
Lourdes durante el ejercicio de 3 cintas y 2 aros en los Juegos Olímpicos de Londres 2012.

Para 2012, Lourdes seguiría siendo gimnasta titular en los dos ejercicios. En enero el conjunto español de gimnasia rítmica logró el oro en el torneo Preolímpico de Londres 2012, asegurando su participación en los Juegos Olímpicos de Londres 2012. En mayo, el conjunto español obtuvo la medalla de bronce en la clasificación general de la prueba de la Copa del Mundo celebrada en Sofía (Bulgaria) y la medalla de oro en la final del ejercicio mixto de cintas y aros. En julio de 2012 el conjunto consiguió la medalla de bronce en la clasificación general de la prueba de la Copa del Mundo celebrada en Minsk.
Posteriormente, Lourdes acudió con el equipo a los Juegos Olímpicos de Londres 2012, su primera experiencia olímpica, siendo la más joven de todos los deportistas españoles, al contar con poco más de 17 de años. En la fase de clasificación, el conjunto español, compuesto por Lourdes, Loreto Achaerandio, Sandra Aguilar, Elena López, Alejandra Quereda (capitana) y Lidia Redondo, sumó 54,550 puntos (27,150 en 5 pelotas y 27,400 en 3 cintas y 2 aros), lo que les colocó quintas en la clasificación general y las metió en la final. En la final olímpica celebrada en el Wembley Arena, el conjunto español realizó un primer ejercicio de 5 pelotas en el que obtuvieron una puntuación de 27,400 puntos, colocándose en 5ª posición y mejorando en 250 centésimas con respecto a su puntuación obtenida el día de la clasificación. En el ejercicio de 3 cintas y 2 aros obtuvieron una puntuación de 27,550 puntos. España reclamó la nota de dificultad del ejercicio, que fue de 9,200, aunque la reclamación fue rechazada por la Federación Internacional de Gimnasia (FIG). Tras finalizar los dos ejercicios, España acumuló un total de 54,950 puntos, lo que le sirvió para acabar la competición en 4ª posición y obtener el diploma olímpico.

#### 2013 - 2016: ciclo olímpico de Río 2016

##### 2013: primer título mundial en Kiev
En 2013, el conjunto estrenó los dos nuevos ejercicios para la temporada: el de 10 mazas y el de 3 pelotas y 2 cintas. El primero empleaba como música «A ciegas» de Miguel Poveda, y el segundo los temas «Still», «Big Palooka» y «Jive and Jump» de The Jive Aces. Lourdes sería titular en ambos. Las nuevas componentes del equipo este año fueron Artemi Gavezou y Marina Fernández (que se retiraría en agosto de 2013). A finales de marzo disputaron la primera competición del año, el Grand Prix de Thiais, donde el conjunto fue bronce en la general, plata en la final de 10 mazas y 4º en la de 3 pelotas y 2 cintas. En abril de ese año, en la prueba de la Copa del Mundo disputada en Lisboa, el conjunto fue medalla de oro en la general y medalla de bronce en 3 pelotas y 2 cintas. Posteriormente fueron medalla de plata en 10 mazas en la prueba de la Copa del Mundo de Sofía y bronce en el concurso general en la prueba de la Copa del Mundo de San Petersburgo.
El 1 de septiembre en el Campeonato Mundial de Kiev, tras acabar el día anterior 4º en el concurso general, el conjunto español obtuvo la medalla de oro en la final de 10 mazas y la de bronce en la de 3 pelotas y 2 cintas. La nota del ejercicio de mazas fue de 17,350, lo que otorgó a las españolas el título mundial por delante de Italia y Ucrania, segunda y tercera respectivamente, mientras que en la final del mixto, la nota de 17,166 no fue suficiente para desbancar a Bielorrusia, que fue plata, y a Rusia, que se colgó el oro. El conjunto estaba formado por Lourdes, Sandra Aguilar, Artemi Gavezou, Elena López y Alejandra Quereda. Estas fueron las primeras medallas obtenidas por España en un Campeonato Mundial de Gimnasia Rítmica desde 1998.
Tras proclamarse campeonas del mundo, las gimnastas del conjunto español realizaron una gira donde participaron en varias exhibiciones, como las realizadas en el Arnold Classic Europe en Madrid, la Gala Solidaria a favor del Proyecto Hombre en Burgos, la Gala de Estrellas de la Gimnasia en México, D. F., el Euskalgym en Bilbao, en Lyon, en Conil de la Frontera, en Granada durante el Campeonato de España de Conjuntos, y en Vitoria para la Gala de Navidad de la Federación Alavesa de Gimnasia. Además, realizaron un calendario cuyo fin era recaudar dinero para costear las próximas competiciones. En 2014, la capitana del conjunto español, Alejandra Quereda, preguntada sobre el hecho de que ningún canal de televisión español transmitiera el Mundial de Kiev y respecto a la no presencia de medios en el aeropuerto al regresar a España, contestó:

«Te choca un poco el hecho de que medios de otros países te apoyen más que los tuyos [...] Después del Campeonato del Mundo nos han invitado a hacer exhibiciones en otros países [...] lo mejor fue al llegar a México. En el aeropuerto nos estaba esperando la prensa, televisiones, radios… Un despliegue. Y, claro, piensas “si somos más famosas aquí que en nuestro país”».
—Alejandra Quereda, en declaraciones en 2014 a Planeta olímpico

##### 2014: bronce europeo en Bakú y segundo título mundial en Esmirna
A principios de 2014, Lourdes sufrió un edema óseo en el tobillo izquierdo, además de verse afectado el astrálago. Estos problemas, unidos entre otras incidencias a las molestias de Elena López en la rodilla, hicieron retrasar el estreno de la temporada para el equipo. El 29 de marzo de 2014, el conjunto participó en una exhibición en Vera (Almería), donde estrenó el nuevo ejercicio de 3 pelotas y 2 cintas (con los temas «Intro» y «Mascara» de Violet como música), además de realizar el montaje de 10 mazas, que presentaba algunas modificaciones con respecto al año anterior. La semana posterior, las mismas cinco integrantes del equipo que habían sido campeonas del mundo en Kiev, viajaron a Lisboa para competir en la prueba de la Copa del Mundo disputada allí, su primer campeonato oficial de la temporada. En Lisboa lograron la medalla de oro en el concurso general, mientras que en las dos finales por aparatos obtuvieron sendas medallas de plata, tanto en el ejercicio de 10 mazas como en el mixto de 3 pelotas y 2 cintas. En la última competición antes del Europeo, la Copa del Mundo de Minsk, el conjunto se hizo con la medalla de plata en el concurso general y la de bronce en la final de 3 pelotas y 2 cintas, además de lograr un 4º puesto en la final de 10 mazas.
En junio disputaron el Campeonato de Europa de Bakú, en el que tras conseguir con una nota de 34,091 el 5ª puesto en el concurso general dos días antes, lograron colgarse la medalla de bronce en la final de 10 mazas. La nota de 17,550 las colocó en esta final detrás de Rusia, que fue plata, y Bulgaria, que logró el oro. Además, volvieron a obtener la 5ª plaza en la final de 3 pelotas y 2 cintas con una nota de 17,400. Esta medalla fue la primera lograda por España en un Campeonato Europeo de Gimnasia Rítmica desde 1999. Dos días después del Europeo, el 17 de junio, se llevó a cabo una recepción al equipo nacional en el CSD para celebrar esta presea. En el mismo, el presidente de la Real Federación Española de Gimnasia, Jesús Carballo, calificó al conjunto español como «uno de los mejores equipos que hemos tenido» y destacó el valor de la medalla al ser conseguida ante «países con muchísima más historia y muchos más recursos para poder copar los podios». Alejandra Quereda, la capitana del equipo, señaló que «es una muestra del gran momento de forma en el que nos encontramos».
En agosto se disputó la prueba de la Copa del Mundo en Sofía, en la que el conjunto español obtuvo el 4º puesto en el concurso general, a solo 5 centésimas del bronce, quedando así por detrás de Italia, Bulgaria y Rusia, que se hizo con el oro. Al día siguiente, consiguieron la medalla de bronce en la final de 10 mazas y el 5º puesto (empatadas con Ucrania y Bielorrusia) en la de 3 pelotas y 2 cintas. Para esta competición, la gimnasta Artemi Gavezou, que se encontraba recuperándose de una lesión y no pudo viajar, fue reemplazada por Adelina Fominykh en el ejercicio de mazas y por Marina Viejo en el mixto, suponiendo el debut de ambas con el conjunto titular. También ese mismo mes disputaron, de nuevo con Artemi como titular, el IV Meeting en Vitória (Brasil), donde lograron la plata en el concurso general y en 3 pelotas y 2 cintas, y la medalla de oro en 10 mazas. A comienzos de septiembre disputaron la prueba de la Copa del Mundo en Kazán, donde las integrantes del combinado español se hicieron con el bronce en el concurso general, el 4º puesto en la final de 3 pelotas y 2 cintas, y el 8º puesto en la de 10 mazas.
A finales de septiembre, Lourdes viajaría «infiltrada» a disputar el Campeonato Mundial de Esmirna. En esta competición, varias caídas y una salida del tapiz en el ejercicio de 3 pelotas y 2 cintas, hicieron que el conjunto español acabara en el puesto 11º en el concurso general, logrando clasificarse solo para la final de mazas. Al día siguiente, el 28 de septiembre, el combinado español logró resarcirse al obtener la medalla de oro en la final de 10 mazas por segundo año consecutivo. La nota del ejercicio fue de 17,433, lo que otorgó a las españolas el título mundial por delante de Israel y Bielorrusia, segunda y tercera respectivamente. El conjunto estaba integrado por las mismas componentes que también lograron la medalla de oro en Kiev el año anterior: Lourdes, Sandra Aguilar, Artemi Gavezou, Elena López y Alejandra Quereda.
Tras proclamarse campeonas del mundo por segunda vez, en octubre viajaron al LG Whisen Rhythmic All Stars 2014, celebrado en Seúl (Corea del Sur), donde realizaron el ejercicio mixto y participaron en una exhibición. El 20 de diciembre de 2014, el conjunto español participó en el homenaje en Palencia a su entrenadora, Sara Bayón, realizando dos exhibiciones. El reconocimiento tuvo lugar en el Pabellón Marta Domínguez.

##### 2015: bronce mundial en Stuttgart y mayores reconocimientos
Para 2015 se cambiaron los dos ejercicios del conjunto. El ejercicio de 5 cintas tenía como música la canción «Europa» de Mónica Naranjo, mientras que el de 2 aros y 6 mazas un remix de District 78 del tema «Ameksa (The Shepard)» de Taalbi Brothers. Debido a las molestias que Lourdes seguía teniendo en el pie izquierdo, el 16 de enero de 2015 fue operada en la Clínica Cemtro de Madrid por el doctor Manuel Leyes. La intervención quirúrgica, que resultó satisfactoria, consistió en la resección del os trigonum y el escafoide accesorio del tobillo izquierdo. Debido a la recuperación, Lourdes se perdió el Grand Prix de Thiais y las pruebas de la Copa del Mundo de Lisboa y de Pesaro, siendo este su único periodo de ausencia desde su incorporación al equipo nacional. Tras pasar varias semanas con el pie inmovilizado, llevó posteriormente una bota ortopédica. El 2 de mayo regresó como titular al conjunto español, participando en el ejercicio de 5 cintas en una exhibición en el Campeonato de España en Edad Escolar, disputado en Ávila. La semana siguiente ya fue titular en los dos ejercicios en una exhibición en el Torneo Internacional de Corbeil-Essonnes (Francia). A finales de mayo el equipo viajó a Taskent para participar en la Copa del Mundo celebrada en la capital uzbeka, la primera competición oficial de Lourdes tras su operación. Allí lograron dos medallas de plata tanto en el concurso general como en 2 aros y 6 mazas, y acabaron en la 6.ª posición en 5 cintas. En junio, el conjunto participó en los Juegos Europeos de Bakú 2015, obteniendo el 4º puesto tanto en el concurso general como en la final de 5 cintas. En la Copa del Mundo de Sofía, celebrada en agosto, obtuvieron la 7ª posición en el concurso general y la 6ª en la final de 5 cintas. Ese mismo mes, en la Copa del Mundo de Kazán, lograron la 6.ª posición en la general y el 5º puesto tanto en la final del mixto como en la de 5 cintas.

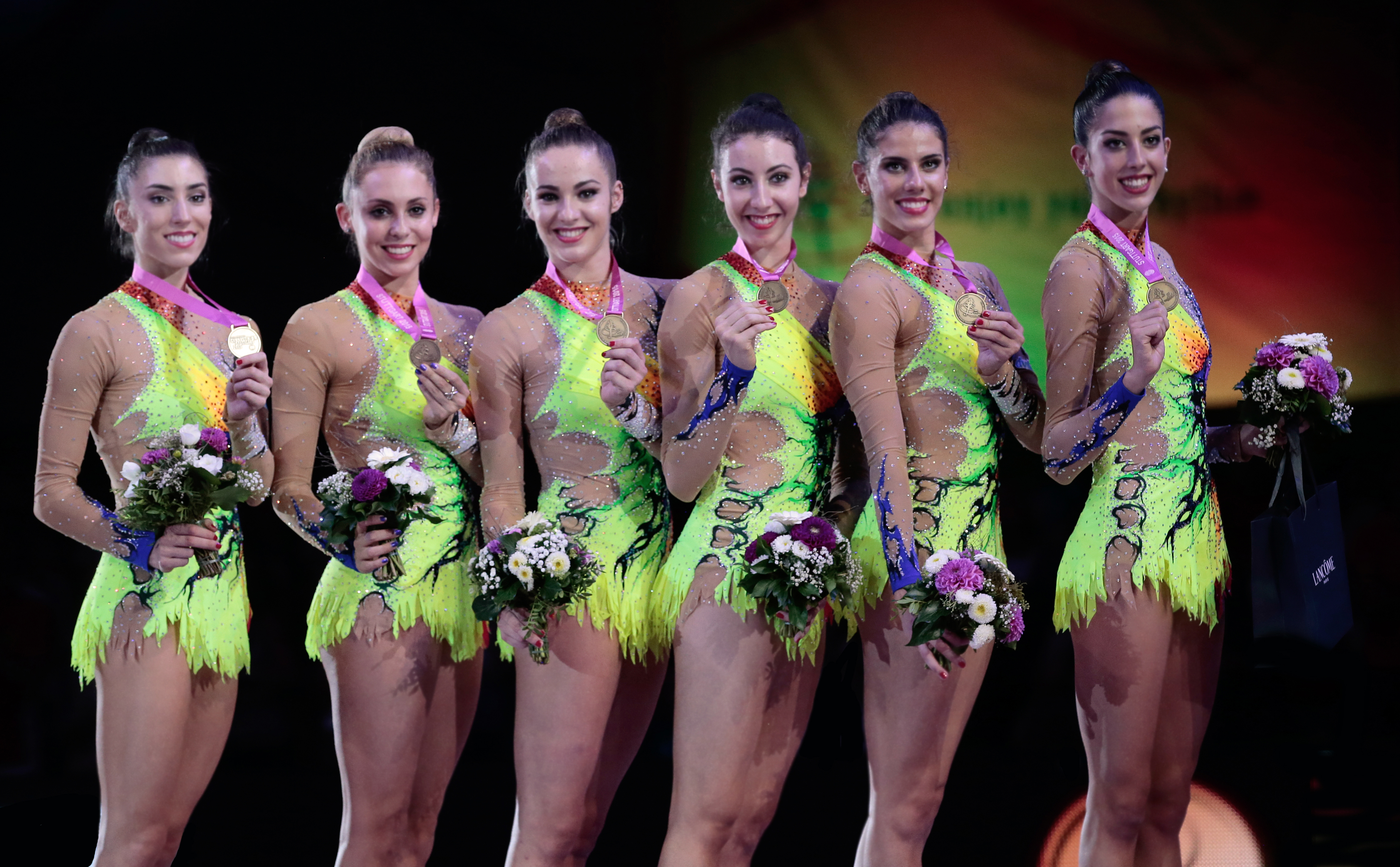
El equipo español con el bronce de la general en el Mundial de Stuttgart (2015).

En septiembre de 2015 se disputó el Campeonato Mundial de Stuttgart, clasificatorio para los Juegos Olímpicos. El primer día de competición, el 12 de septiembre, el conjunto español logró la medalla de bronce en el concurso general con una nota acumulada de 34,900, solo superada por Rusia y Bulgaria, oro y plata respectivamente. Era la primera medalla para España en la general de un Mundial desde 1998. Este puesto otorgó al combinado español una plaza directa para los Juegos Olímpicos de Río de Janeiro 2016. El último día de competición, las españolas obtuvieron la 6ª plaza en la final de 5 cintas. Durante este ejercicio, Artemi Gavezou se lesionó el pie. El equipo decidió entonces no participar en la final de 2 aros y 6 mazas, ya que además Lidia Redondo, la gimnasta reserva, no podía competir al no estar inscrita en ese momento. El conjunto estuvo integrado en esta competición por Lourdes, Sandra Aguilar, Artemi Gavezou, Elena López y Alejandra Quereda, además de Lidia Redondo como suplente. Este campeonato fue retransmitido en España por Teledeporte con la narración de Paloma del Río y Almudena Cid, siendo el primer Mundial que emitía una televisión española en dicho ciclo olímpico, ya que los dos anteriores no fueron transmitidos por ningún canal nacional.
Tras este bronce mundial, el conjunto español tuvo sendas recepciones en el Consejo Superior de Deportes y el Comité Olímpico Español, además de conceder numerosas entrevistas a diferentes medios de comunicación, participando por ejemplo en el programa de radio Planeta olímpico de Radio Marca o en el programa de televisión El hormiguero de Antena 3 el 24 de septiembre.

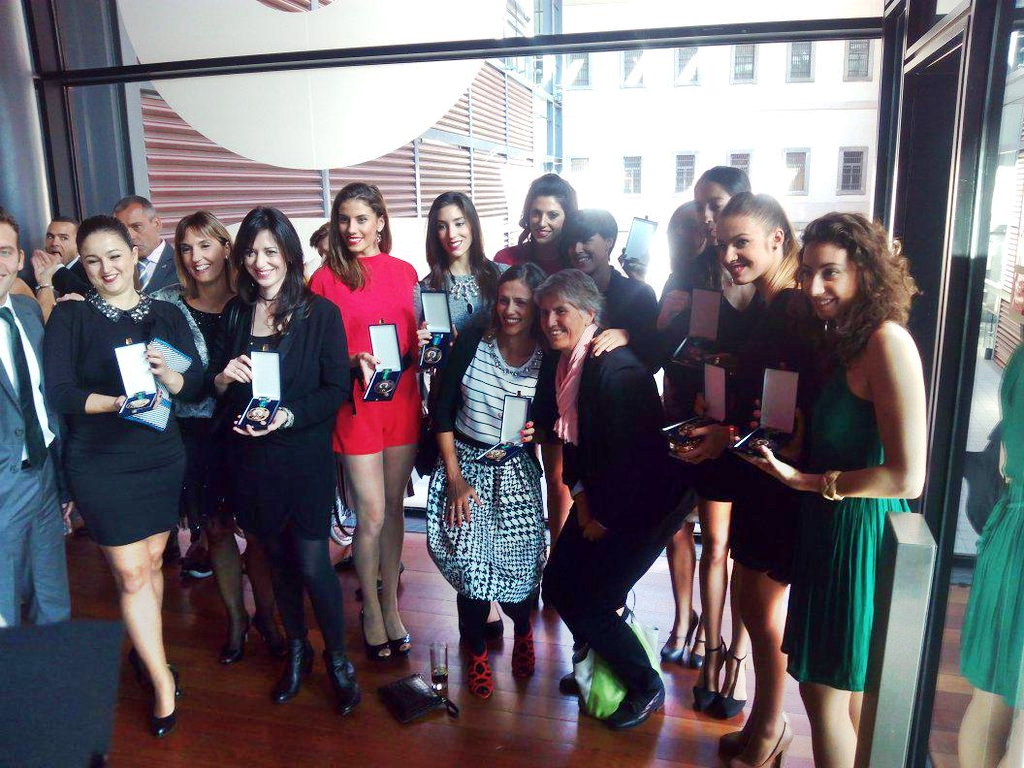
Lourdes junto al resto del conjunto, las Niñas de Oro y Paloma del Río en la entrega de la Real Orden del Mérito Deportivo (2015).

El 14 de octubre de 2015, las cinco componentes del conjunto español bicampeón del mundo, entre ellas Lourdes, recibieron la Medalla de Bronce de la Real Orden del Mérito Deportivo, otorgada por el Consejo Superior de Deportes, una de las distinciones más importantes que puede obtener un deportista español. El galardón les había sido concedido el 28 de julio del mismo año. El acto de entrega fue presidido por Íñigo Méndez de Vigo, Ministro de Educación, Cultura y Deporte, y por Miguel Cardenal, presidente del CSD, y tuvo lugar en el auditorio del Museo Nacional Centro de Arte Reina Sofía (Madrid). Además, en el mismo evento fueron galardonadas con la Medalla de Oro el conjunto español campeón olímpico en Atlanta 1996, conocidas como las Niñas de Oro, siendo la primera vez que ambas generaciones de gimnastas se reunían. Un mes después, el 17 de noviembre, el conjunto español acudió a los Premios Nacionales del Deporte, donde les fue entregada la Copa Barón de Güell como mejor equipo nacional de 2014, premio del Consejo Superior de Deportes que se les había otorgado el 13 de julio y que fue compartido con la selección femenina de fútbol. La Copa fue recogida por Alejandra Quereda, capitana del equipo, y por Jesús Carballo Martínez, presidente de la Federación, de manos del rey Felipe VI de España.
El 19 de octubre de 2015 se anunció que el conjunto español de gimnasia rítmica protagonizaría el tradicional anuncio de Navidad de la marca de cava Freixenet, y que este sería dirigido por el cineasta Kike Maíllo. El equipo realizó los ensayos del spot el 29 y el 30 de octubre, y se grabó entre los días 10 y 11 de noviembre en un plató de Barcelona. El anuncio, titulado «Brillar», se estrenó finalmente el 25 de noviembre en un evento en el Museo Marítimo de Barcelona, pudiendo verse desde ese día en la página web de Freixenet y en YouTube. Fue acompañado por la grabación de un documental promocional llamado Mereciendo un sueño, donde gimnastas y entrenadoras cuentan su día a día en el equipo nacional. El 19 de diciembre el conjunto español actuó como cierre de la XXII Gala Internacional Navideña de Gimnasia de Vitoria.

##### 2016: Europeo de Jolón y plata en los Juegos Olímpicos de Río
En febrero de 2016, en la Copa del Mundo de Espoo (Finlandia), el conjunto estrenó dos nuevos ejercicios para la temporada. El de 5 cintas tenía como música un medley de temas con aires brasileños: «Vidacarnaval» de Carlinhos Brown, «Bahiana/Batucada» de Inner Sense y Richard Sliwa, y «Sambuka» de Artem Uzunov. El de 2 aros y 6 mazas contaba por su parte con los temas flamencos «Cementerio judío», «Soleá» y «La aurora de Nueva York», interpretados por la Compañía Rafael Amargo y Montse Cortés. Rafael Amargo también colaboró con el conjunto en la coreografía del ejercicio. El equipo obtuvo el bronce en la general, el oro en cintas y la plata en el mixto. A comienzos de marzo lograron los 3 oros en juego en el Torneo Internacional de Schmiden (Alemania). Ese mismo mes viajaron a la Copa del Mundo de Lisboa, donde obtuvieron el bronce en la general, el 5º puesto en 5 cintas y otro bronce en el mixto. La semana siguiente se desplazaron a Francia para disputar el Grand Prix de Thiais, que celebraba su 30ª edición. Allí lograron el bronce en la general, el 4º puesto en 5 cintas y la plata en el mixto. En mayo, en la Copa del Mundo de Taskent, se colgaron el bronce en cintas y la plata en el mixto tras haber obtenido el 4º puesto en la general.
En junio se disputó la Copa del Mundo de Guadalajara, la primera competición internacional oficial de gimnasia rítmica que se celebró en España desde la Final de la Copa del Mundo en Benidorm (2008). El evento se desarrolló del 3 al 5 de junio en el Palacio Multiusos de Guadalajara con la asistencia de unas 8.000 personas en las dos últimas jornadas. El conjunto logró alzarse con la medalla de oro en la general por delante de Bielorrusia y Ucrania, mientras que el último día se colgó dos bronces en las finales de cintas y del mixto. Ese mismo mes disputaron el Campeonato de Europa de Jolón, donde obtuvieron el 6ª puesto en la general con una nota acumulada de 35,333. En las finales por aparatos, lograron el bronce en 5 cintas con una nota de 18,133, y la plata en el mixto con una puntuación de 18,233. En julio compitieron en la Copa del Mundo de Kazán, obteniendo el 6º puesto en la general y el 4º en la final de cintas. A finales de ese mismo mes disputaron la Copa del Mundo de Bakú, última cita antes de los Juegos, donde lograron la 5ª plaza en la general y sendos bronces en las dos finales por aparatos.
En agosto compitió con el conjunto en los Juegos Olímpicos de Río 2016, su segunda participación olímpica. El combinado español estaba integrado en este evento por Lourdes, Sandra Aguilar, Artemi Gavezou, Elena López y Alejandra Quereda (capitana). La competición tuvo lugar los dos últimos días de los Juegos en el pabellón Arena Olímpica de Río. El 20 de agosto consiguieron la 1ª plaza en la calificación con una nota de 35,749 (17,783 en cintas y 17,966 en el mixto), logrando clasificarse así para la final del día siguiente. El 21 de agosto, en la final olímpica, el equipo español se colocó en primer lugar tras el ejercicio de 5 cintas con una nota de 17,800. En la segunda rotación, la del ejercicio mixto, obtuvieron una puntuación de 17,966. Finalmente acabaron en segunda posición tras Rusia y por delante de Bulgaria, logrando así la medalla de plata con una nota de 35,766. Esta presea fue la primera medalla olímpica para la gimnasia rítmica española desde la lograda por las Niñas de Oro en Atlanta 1996. Además, Lourdes se convirtió en la primera deportista cordobesa en obtener una medalla olímpica.

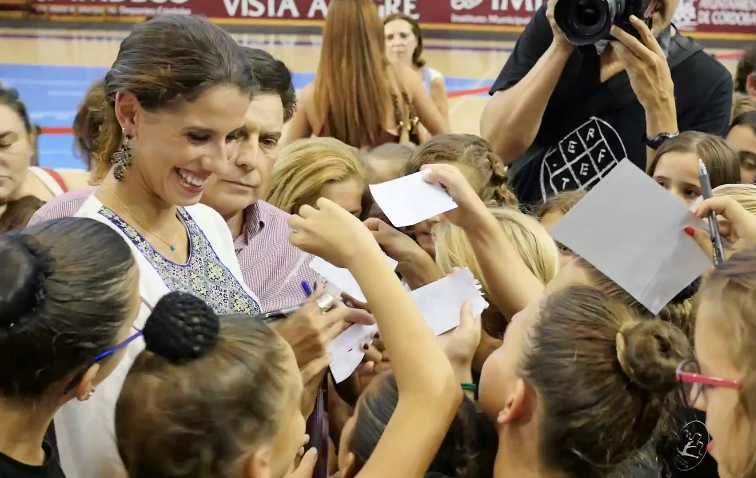
Lourdes firmando autógrafos en el homenaje en su honor en el Palacio Municipal de Deportes Vista Alegre en Córdoba (2016).

El 22 de agosto se anunció que el Pabellón Polideportivo La Paz de Peñarroya-Pueblonuevo sería rebautizado con el nombre de Lourdes Mohedano. El 6 de septiembre tuvo lugar el acto oficial de imposición del nombre con la presencia de Lourdes. Ese mismo día se celebró otro homenaje en su honor en el Palacio Municipal de Deportes Vista Alegre en Córdoba. El 22 de octubre participó junto al resto del Equipaso en una exhibición en el Euskalgym de Vitoria. El 15 de noviembre de 2016, las cinco componentes del conjunto subcampeón olímpico recibieron la Medalla de Plata de la Real Orden del Mérito Deportivo, otorgada por el CSD, que les había sido concedida el 18 de octubre. Asimismo se premió con la Medalla de Bronce a la seleccionadora Anna Baranova, a la gimnasta Carolina Rodríguez y a la juez de rítmica Ana María Valenti. El acto de entrega fue presidido por Íñigo Méndez de Vigo, Ministro de Educación, Cultura y Deporte, y tuvo lugar en el auditorio del Museo Nacional Centro de Arte Reina Sofía (Madrid). Tras anunciarse que el Equipaso volvería a protagonizar el spot navideño de Freixenet, el mismo fue presentado el 28 de noviembre en una gala en el Teatro Goya de Barcelona. Contó con la presentación de Almudena Cid y la presencia del equipo. El anuncio, titulado «Brillar 2016», era prácticamente el mismo del año anterior con excepción del final, que incluía nuevas imágenes de las gimnastas felicitando el año con la plata olímpica. Asimismo, la campaña fue acompañada por un documental promocional llamado La satisfacción es para siempre, con nuevas imágenes y declaraciones de las gimnastas sobre su preparación, y una recreación del podio de los Juegos de Río. En 2017, la entrenadora del conjunto Sara Bayón, preguntada sobre los factores que propiciaron la medalla olímpica, contestó:

«Claramente el cuarto puesto de Londres nos ha servido mucho para Río. Ver que estás tan cerca de una medalla fue una motivación extra para encarar el ciclo olímpico siguiente. Y encima comenzamos con dos medallas en el Mundial de 2013 y eso ya fue como un chute de energía y adrenalina [...] Como dijo en su momento Anna Baranova: “En Londres se nos quedó la medalla colgando y en algún momento iba a caer”».
—Sara Bayón, en declaraciones en 2017 a Rincón olímpico

#### 2017: etapa post-Río
Para 2017, Lourdes y las otras cuatro gimnastas titulares del equipo dejaron de competir para descansar y centrarse en los estudios u otros proyectos. En febrero de 2017 Lourdes fue galardonada con la Medalla de Andalucía, por la que recibe el tratamiento oficial de Ilustrísima. El 13 de julio de 2017 asistió en Barcelona a la reunión y a la gala homenaje a los medallistas olímpicos españoles por el 50.º Aniversario del diario As que tuvieron lugar en el Estadio Olímpico Lluís Companys y en el Museo Nacional de Arte de Cataluña respectivamente, donde se reencontró con sus compañeras del Equipaso, así como con cuatro de las Niñas de Oro (Marta Baldó, Estela Giménez, Tania Lamarca y Estíbaliz Martínez), y con Carolina Pascual.

### Retirada de la gimnasia
El 27 de enero de 2018 debutó como modelo de pasarela en un desfile de Ulisés Mérida en la Mercedes-Benz Fashion Week Madrid. El 16 de junio de 2019 anunció en una entrevista que «nunca he dicho oficialmente que me retiré, pero es una realidad que ya se sabe. Me retiré en 2017 por el tema de la beca, que al final no pagó el Consejo Superior de Deportes (CSD) porque no entrenábamos ya». Además, afirmó que aunque sigue impartiendo clases magistrales, conferencias y exhibiciones, estaba centrada en su formación como actriz, en la práctica amateur de triatlón, y en la finalización de un máster en Gestión Deportiva del CSD.
Lourdes estudió TAFAD (el Ciclo formativo de Técnico Superior en Animación de Actividades Físicas y Deportivas, actualmente es conocido como TSEAS) y en la actualidad cursa Arte Dramático en la Escuela Juan Codina.

## Equipamientos
| Período     | Proveedor    |
| ----------- | ------------ |
| 2009 - 2011 | Tanitex      |
| 2013        | Gibon Esport |

| Período      | Proveedor        |
| ------------ | ---------------- |
| 2008 - 2017  | Dvillena Esport  |
| 2010 - 2012  | Mercury          |
| 2012 - 2013  | Gibon Esport     |
| 2012 (JJ.OO) | Bosco di Ciliegi |
| 2013 - 2015  | Joma             |
| 2015 - 2016  | Adidas           |
| 2016 (JJ.OO) | Joma             |
| 2016 - 2017  | Oysho            |

| Período     | Proveedor       |
| ----------- | --------------- |
| 2008 - 2017 | Dvillena Esport |

## Música de los ejercicios
| Año         | Aparatos                                         | Música |
| ----------- | ------------------------------------------------ | --- |
| 2011 - 2012 | 5 pelotas                                        | «Red Violin» de Ikuko Kawai (un tema basado en el adagio del Concierto de Aranjuez)                                                       |
| 2011 - 2012 | 3 cintas y 2 aros                                | Malagueña de Ernesto Lecuona en las versiones de Stanley Black And His Orchestra y de Plácido Domingo.                                    |
| 2012 - 2013 | Ejercicio de exhibición (Manos libres)           | «Gravity» de Sara Bareilles. |
| 2013 - 2014 | 10 mazas                                         | «A ciegas» de Miguel Poveda. |
| 2013        | 3 pelotas y 2 cintas                             | «Still», «Big Palooka» y «Jive and Jump», de The Jive Aces.                                                                               |
| 2013 - 2014 | Ejercicio de exhibición (Manos libres)           | «Untouched» de The Veronicas. |
| 2014        | 3 pelotas y 2 cintas                             | «Intro» y «Mascara», de Violet. |
| 2015        | 5 cintas                                         | «Europa» de Mónica Naranjo. |
| 2015        | 2 aros y 6 mazas                                 | Remix por parte de District 78 del tema «Ameksa (The Shepard)» de Taalbi Brothers.                                                        |
| 2016        | 5 cintas                                         | «Vidacarnaval» de Carlinhos Brown, «Bahiana/Batucada» de Inner Sense y Richard Sliwa, y «Sambuka» de Artem Uzunov.                        |
| 2016        | 2 aros y 6 mazas                                 | Los temas flamencos «Cementerio judío», «Soleá» y «La aurora de Nueva York», interpretados por la Compañía Rafael Amargo y Montse Cortés. |
| 2016        | Ejercicio de exhibición (Manos libres, 4 cintas) | «Al-Andalus» de Manuel Carrasco y la Royal Philharmonic Orchestra, «Sambuka» de Artem Uzunov y «Vidacarnaval» de Carlinhos Brown.         |

## Palmarés deportivo

### Selección española
| 2009 - Torneo Internacional júnior anexo a la Copa del Mundo en Portimão 7º puesto en concurso general 5º puesto en 5 cintas - Campeonato de Europa de Bakú 4º puesto en calificación 5º puesto en final (5 cintas) 2011 - Prueba de la Copa del Mundo en Portimão 7º puesto en concurso general 7º puesto en 5 pelotas 7º puesto en 3 cintas y 2 aros - US Classics Competition en Orlando Oro en concurso general Oro en 5 pelotas Oro en 3 cintas y 2 aros - II Meeting en Vitória (Brasil) Oro en concurso general Oro en 5 pelotas Oro en 3 cintas y 2 aros - Prueba de la Copa del Mundo en Tel Aviv 11º puesto en concurso general - Campeonato del Mundo de Montpellier 12º puesto en concurso general 6º puesto en 5 pelotas - Torneo Internacional Ciudad de Zaragoza Plata en concurso general 2012 - Torneo Preolímpico de Londres 2012 Oro en concurso general - Grand Prix de Thiais 8º puesto en concurso general 4º puesto en 3 cintas y 2 aros - Prueba de la Copa del Mundo en Pesaro 5º puesto en concurso general 8º puesto en 3 cintas y 2 aros - Torneo Internacional de Benidorm Oro en concurso general - Prueba de la Copa del Mundo en Sofía Bronce en concurso general 4º puesto en 5 pelotas Oro en 3 cintas y 2 aros - Campeonato de Europa de Nizhni Nóvgorod 5º puesto en concurso general 5º puesto en 5 pelotas 7º puesto en 3 cintas y 2 aros - Prueba de la Copa del Mundo en Minsk Bronce en concurso general 4º puesto en 5 pelotas 4º puesto en 3 cintas y 2 aros - Juegos Olímpicos de Londres 2012 5º puesto en calificación 4º puesto en final y diploma olímpico 2013 - Grand Prix de Thiais Bronce en concurso general Plata en 10 mazas 4º puesto en 3 pelotas y 2 cintas - Prueba de la Copa del Mundo en Lisboa Oro en concurso general 5º puesto en 10 mazas Bronce en 3 pelotas y 2 cintas - Prueba de la Copa del Mundo en Sofía 7º puesto en concurso general Plata en 10 mazas 8º puesto en 3 pelotas y 2 cintas - Torneo Internacional Ciudad de Barcelona Oro en concurso general - Prueba de la Copa del Mundo en San Petersburgo Bronce en concurso general 5º puesto en 10 mazas - Campeonato del Mundo de Kiev 4º puesto en concurso general Oro en 10 mazas Bronce en 3 pelotas y 2 cintas 2014 - Prueba de la Copa del Mundo en Lisboa Oro en concurso general Plata en 10 mazas Plata en 3 pelotas y 2 cintas - Prueba de la Copa del Mundo en Minsk Plata en concurso general 4º puesto en 10 mazas Bronce en 3 pelotas y 2 cintas | 2014 (continuación) - Campeonato de Europa de Bakú 5º puesto en concurso general Bronce en 10 mazas 5º puesto en 3 pelotas y 2 cintas - Prueba de la Copa del Mundo en Sofía 4º puesto en concurso general Bronce en 10 mazas 5º puesto en 3 pelotas y 2 cintas - IV Meeting en Vitória (Brasil) Plata en concurso general Oro en 10 mazas Plata en 3 pelotas y 2 cintas - Prueba de la Copa del Mundo en Kazán Bronce en concurso general 8º puesto en 10 mazas 4º puesto en 3 pelotas y 2 cintas - Campeonato del Mundo de Esmirna 11º puesto en concurso general Oro en 10 mazas 2015 - Prueba de la Copa del Mundo en Taskent Plata en concurso general 6º puesto en 5 cintas Plata en 2 aros y 6 mazas - Juegos Europeos de Bakú 2015 4º puesto en concurso general 4º puesto en 5 cintas - Prueba de la Copa del Mundo en Sofía 7º puesto en concurso general 6º puesto en 5 cintas - Prueba de la Copa del Mundo en Kazán 6º puesto en concurso general 5º puesto en 5 cintas 5º puesto en 2 aros y 6 mazas - Campeonato del Mundo de Stuttgart Bronce en concurso general 6º puesto en 5 cintas 2016 - Prueba de la Copa del Mundo en Espoo Bronce en concurso general Oro en 5 cintas Plata en 2 aros y 6 mazas - Torneo Internacional de Schmiden Oro en concurso general Oro en 5 cintas Oro en 2 aros y 6 mazas - Prueba de la Copa del Mundo en Lisboa Bronce en concurso general 5º puesto en 5 cintas Bronce en 2 aros y 6 mazas - Grand Prix de Thiais Bronce en concurso general 4º puesto en 5 cintas Plata en 2 aros y 6 mazas - Prueba de la Copa del Mundo en Taskent 4º puesto en concurso general Bronce en 5 cintas Plata en 2 aros y 6 mazas - Prueba de la Copa del Mundo en Guadalajara Oro en concurso general Bronce en 5 cintas Bronce en 2 aros y 6 mazas - Campeonato de Europa de Jolón 6º puesto en concurso general Bronce en 5 cintas Plata en 2 aros y 6 mazas - Prueba de la Copa del Mundo en Kazán 6º puesto en concurso general 4º puesto en 5 cintas - Prueba de la Copa del Mundo en Bakú 5º puesto en concurso general Bronce en 5 cintas Bronce en 2 aros y 6 mazas - Juegos Olímpicos de Río 2016 1.er puesto en calificación Plata en final y diploma olímpico |

## Premios, reconocimientos y distinciones
- Mejor Deportista Base en la Gala del Deporte de Radio Peñarroya Cadena Ser (2003)
- Premiada como deportista base por el Ayuntamiento de Peñarroya-Pueblonuevo en la inauguración del Polideportivo Municipal La Paz (2005)
- Galardonada en la II Gala del Deporte Base Andaluz en modalidad de gimnasia rítmica por la Consejería de Turismo, Comercio y Deporte (2008)
- Mejor Deportista del Año en la XV Gala del Deporte de Radio Peñarroya Cadena Ser (2009)[103]
- Mejor Deportista Femenina de 2009 en la IX Gala de los Premios Ignacio Cid de Cordobadeporte.com (2010)[104][105]
- Mejor Deportista del Año en la XVII Gala del Deporte de Radio Peñarroya Cadena Ser (2011)[106]
- Medalla de Oro del Club Liceo durante la celebración del Torneo Ciudad de Córdoba (2011)
- Mención Especial en los Premios 2011 de la Asociación Cordobesa de la Prensa Deportiva (2011)[107]
- Premio Pasaporte Olímpico 2011 de los lectores a los deportistas más destacados (2012)[108]
- Mejor Deportista Femenina de Élite de 2011 en la XII Gala del Deporte de Onda Cero Córdoba (2012)[109]
- Reconocimiento especial por su contribución excepcional al deporte cordobés, otorgado por el Infierno Cordobés (2012)[110]
- Hija Predilecta y Medalla de Oro de la ciudad de Peñarroya-Pueblonuevo (2012)[111]
- Andaluz del Futuro en el Deporte 2012 en la V Edición del Premio Andaluces del Futuro (2012)[112]
- Mejor Deportista Femenina en la VIII Gala del Ateneo Cordobesista (2012)[113][114]
- Mejor Deportista Femenina en los Premios 2012 de la Asociación Cordobesa de la Prensa Deportiva (2012)[115]
- Mención Especial (junto al resto del conjunto 4º en los Juegos Olímpicos) en la Gala Anual de Gimnasia de la Federación Cántabra de Gimnasia (2013)[116]
- Premio a la Deportista Local Más Destacada a Nivel Nacional en la XIX Gala del Deporte de Radio Peñarroya Cadena Ser (2013)[117]
- Medalla de Plata de la ciudad de Córdoba (2013)[118]
- Insignia de Oro de la Federación Andaluza de Gimnasia (2013)
- Titán de Oro (junto al resto del conjunto campeón del mundo en Kiev) en la XVIII Gala del Deporte de Arganda del Rey (2013)[119]
- Mención Especial en los Premios 2013 de la Asociación Cordobesa de la Prensa Deportiva (2013)[120]
- Premio Pasaporte Olímpico 2013 al equipo más destacado (2014)[121]
- Premio Andaluz de Oro en la Gala Anual de la Federación Andaluza de la Prensa Deportiva (2014)[122]
- Premio Cordobés del Año 2013, otorgado por el Diario Córdoba (2014)[123]
- Mejor Deportista de 2013 en los Premios Andalucía de los Deportes, otorgados por la Junta de Andalucía (2014)[124][125]
- Mejor Deportista del Año en la XX Gala del Deporte de Radio Peñarroya Cadena Ser (2014)[126]
- Mejor Deportista Cordobés de 2014, otorgado por la página web deportecordobes.com (2014)[127][128]
- Medalla del Comité Olímpico Español (2014)[129]
- Premio Córdoba Joven en la categoría de Promoción de Córdoba en el Exterior, otorgado por la Junta de Andalucía (2014)[130]
- Premio As del deporte 2014 (junto al resto del conjunto), otorgado por el diario As (2014)[2][131][132][133]
- Premio a la Gesta Deportiva Femenina por Equipos (junto al resto del conjunto) en la XXX Gala del Deporte Municipal de Andújar (2014)[134][135]
- Mejor Deportista Andaluz en la XXX Gala del Deporte Municipal de Andújar (2014)[134][135]
- Mención especial en los Premios 2014 de la Asociación Cordobesa de la Prensa Deportiva (2014)[136][137]
- Premio Dvillena al Mejor Equipo Femenino de 2014 en la I Edición de los Premios Planeta Olímpico (2015)[138][139]
- Galardonada (junto al resto del conjunto) en la XXXV Gala Nacional del Deporte de la Asociación Española de la Prensa Deportiva (2015)[140][141]
- Andaluza de Oro como mejor deportista andaluza de 2014 en la Gala Anual de los Premios Periodistas Deportivos de Andalucía (2015)[142]
- Mejor Deportista del Año en la XXI Gala del Deporte de Radio Peñarroya Cadena Ser (2015)[143]
- Copa Barón de Güell al mejor equipo español, otorgada por el CSD y entregada en los Premios Nacionales del Deporte de 2014 (2015)[3]
- Medalla de Bronce de la Real Orden del Mérito Deportivo, otorgada por el Consejo Superior de Deportes (2015)[4][144][145][146][73]
- Trofeo por la consecución de la medalla de bronce en Stuttgart, otorgado por el Ayuntamiento de Guadalajara en el V Trofeo Maite Nadal (2015)[147]
- Mejor Equipo en los Premios Mujer, Deporte y Empresa, entregados en el I Congreso Ibérico Mujer, Deporte y Empresa (2015)[148]
- Premio Internacional por la consecución de la medalla de bronce en Stuttgart en la XXIII Noche del Deporte de Mollet del Vallès (2016)[149]
- Distinción (junto al resto del conjunto) en la Gala del Deporte de Ceuta (2016)[150][151]
- Galardonada (junto al resto del conjunto) en la XXXVI Gala Nacional del Deporte de la Asociación Española de la Prensa Deportiva (2016)[152]
- Embajadora del Turismo Cordobés en la Gala del Turismo de Córdoba (2016)[153]
- Medalla de Plata de la Real Orden del Mérito Deportivo, otorgada por el Consejo Superior de Deportes (2016)[154]
- Cordobés del Año en los Premios Al-Ándalus (2016)[155]
- Cofrade de honor de la Cofradía Gastronómica del Salmorejo Cordobés (2016)[156]
- Andaluza de Oro como mejor deportista andaluza de 2016 en la Gala Anual de los Premios Periodistas Deportivos de Andalucía (2017)[157]
- Trofeo al Deportista Internacional de 2016 (junto al resto del conjunto) en la Gala de Mundo Deportivo (2017)[158]
- Medalla de Andalucía, otorgada por la Junta de Andalucía (2017)
- Galardonada (junto al resto del conjunto) en la XXXVII Gala Nacional del Deporte de la Asociación Española de la Prensa Deportiva (2017)[159]
- Premiada en la categoría «La Gloria Olímpica» en la Gala 18º Aniversario Premios Leyenda siglo XXI Ignacio Cid de Cordobadeporte.com (2018)[160]
- Socio de Honor (junto al resto del conjunto subcampeón olímpico) de la Fundación Deporte Alcobendas (Fundal) (2018)[161]
- Reconocimiento (junto al resto de medallistas olímpicas españolas) en la XV Gala del COE (2020)[162]
- Premio Deportista de Leyenda en la XL Gala Nacional del Deporte de la Asociación Española de la Prensa Deportiva (2021)[163]
- Colocación de una placa con su nombre en el Palacio Vista Alegre de Córdoba (2022)[164]

### Otros honores
- El Pabellón Polideportivo de Peñarroya-Pueblonuevo lleva su nombre desde el 6 de septiembre de 2016.[93][94]

## Galería

### Final de conjuntos en los Juegos Olímpicos de Londres 2012

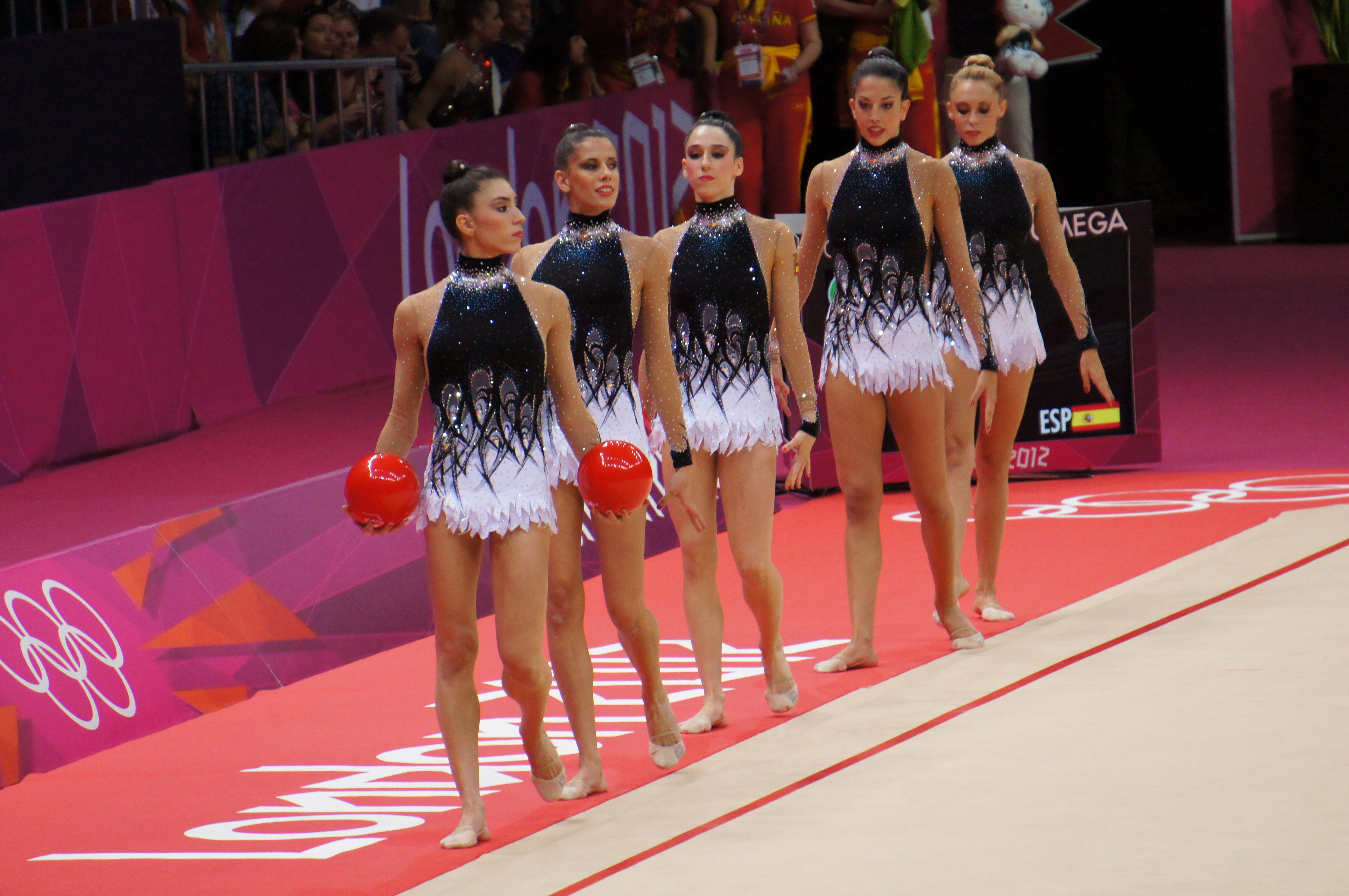
De izquierda a derecha, Sandra, Lourdes, Loreto, Alejandra y Lidia.
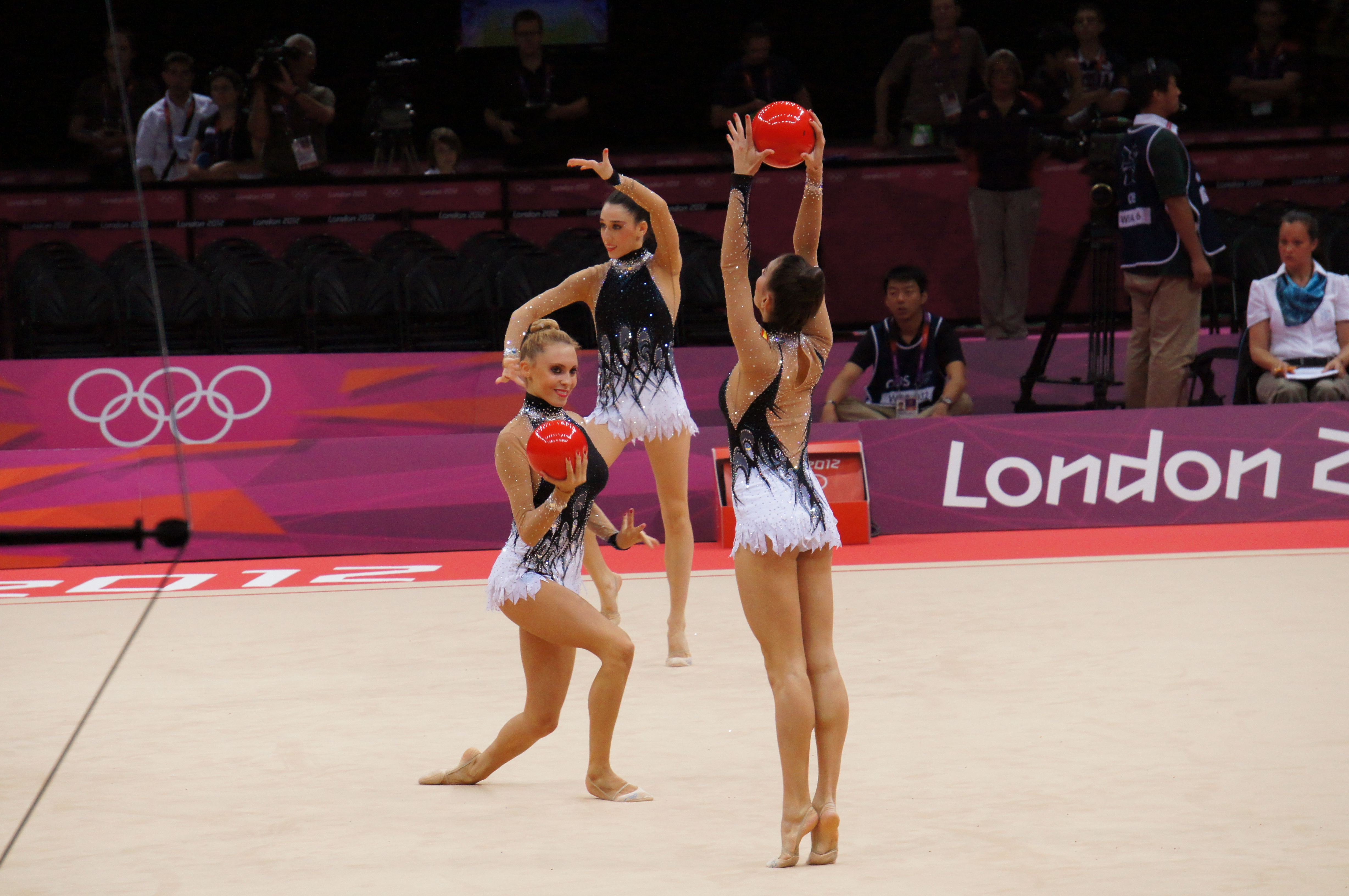
Un momento del ejercicio de 5 pelotas. Alejandra, de espaldas, seguida por Lidia y Loreto, al fondo.
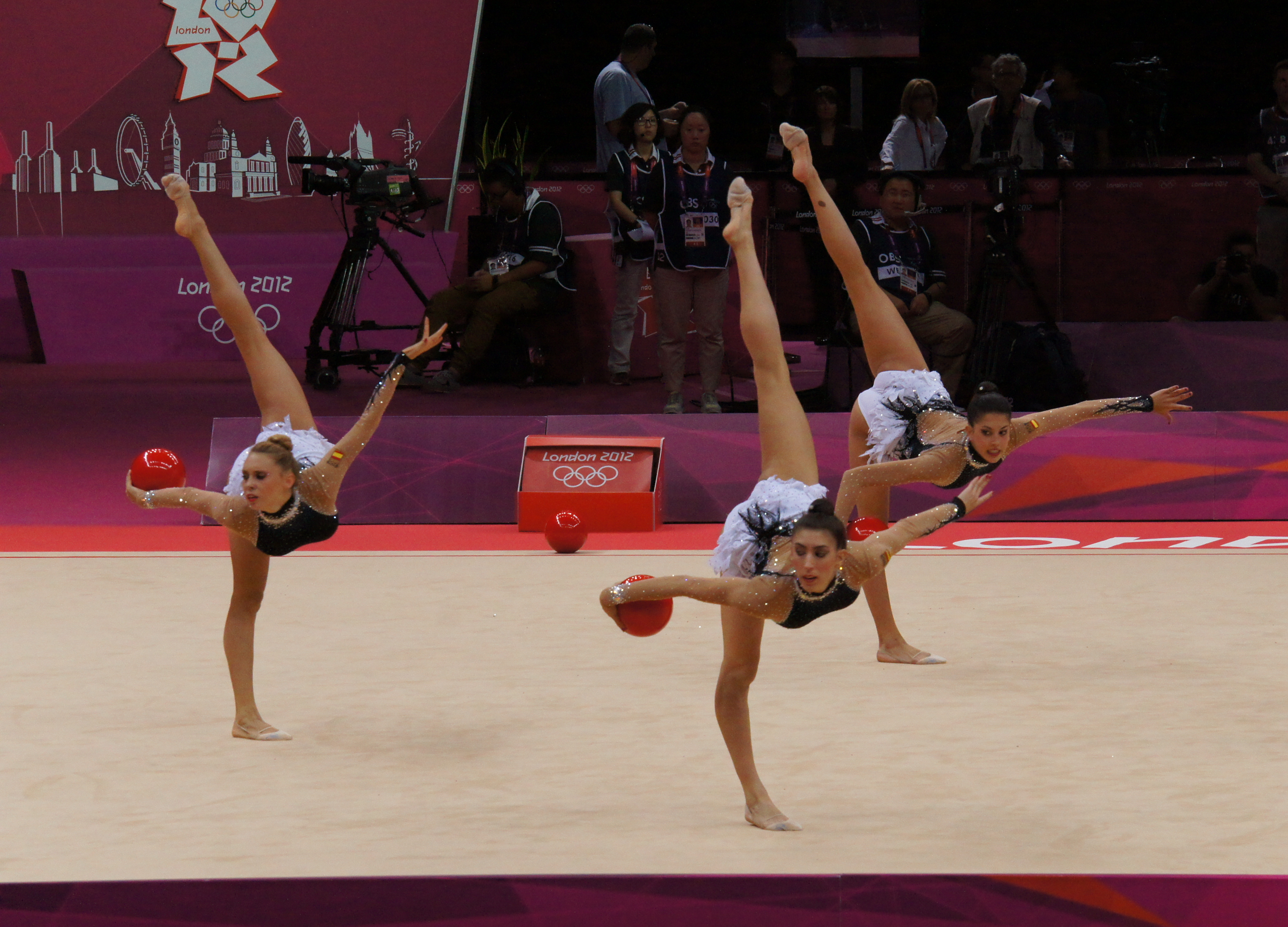
De izquierda a derecha, Lidia, Sandra y Alejandra, realizando un giro penché (o en plancha frontal).
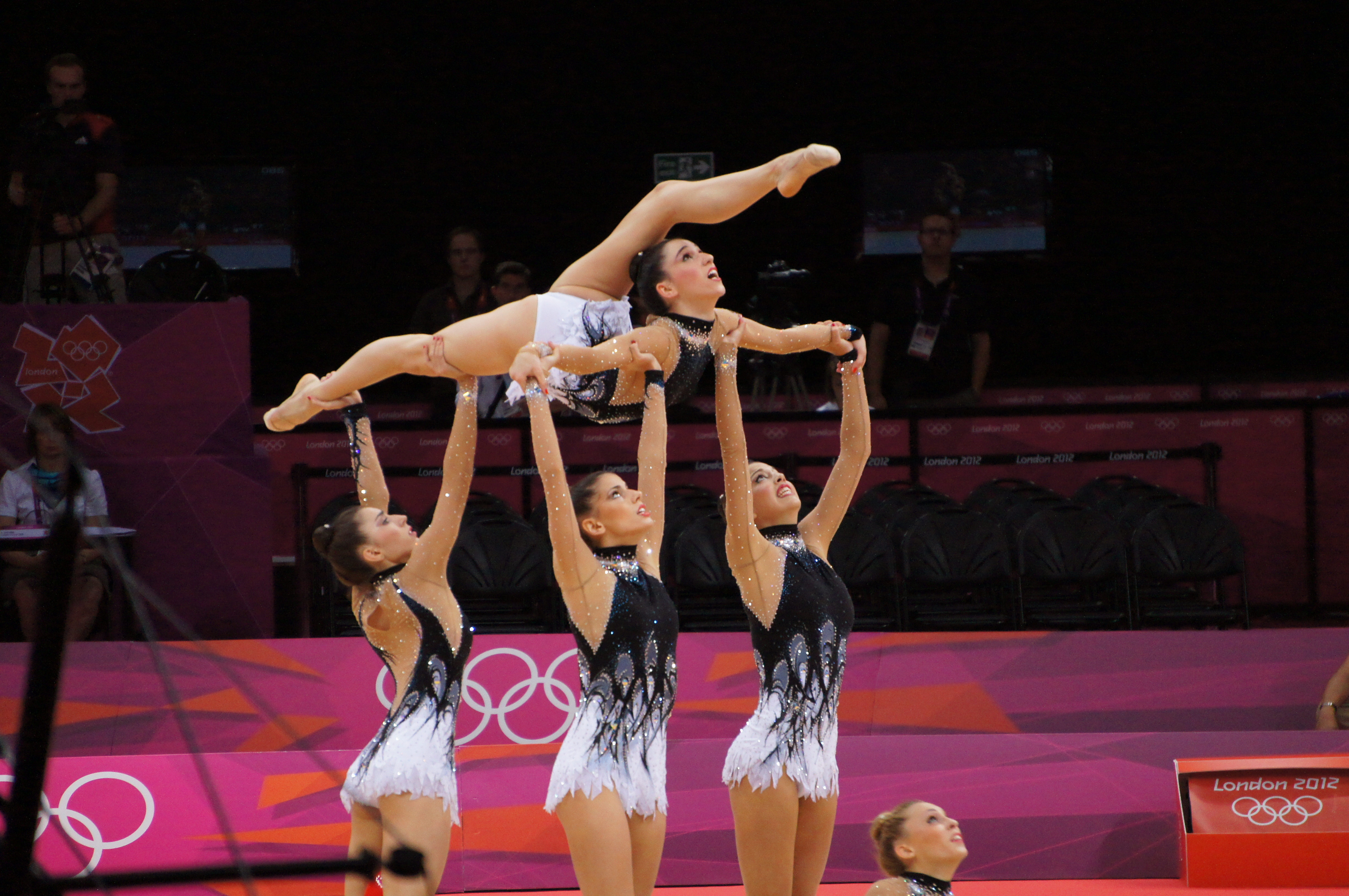
Sandra, Lourdes y Alejandra, sosteniendo a Loreto en otro momento del ejercicio de 5 pelotas.
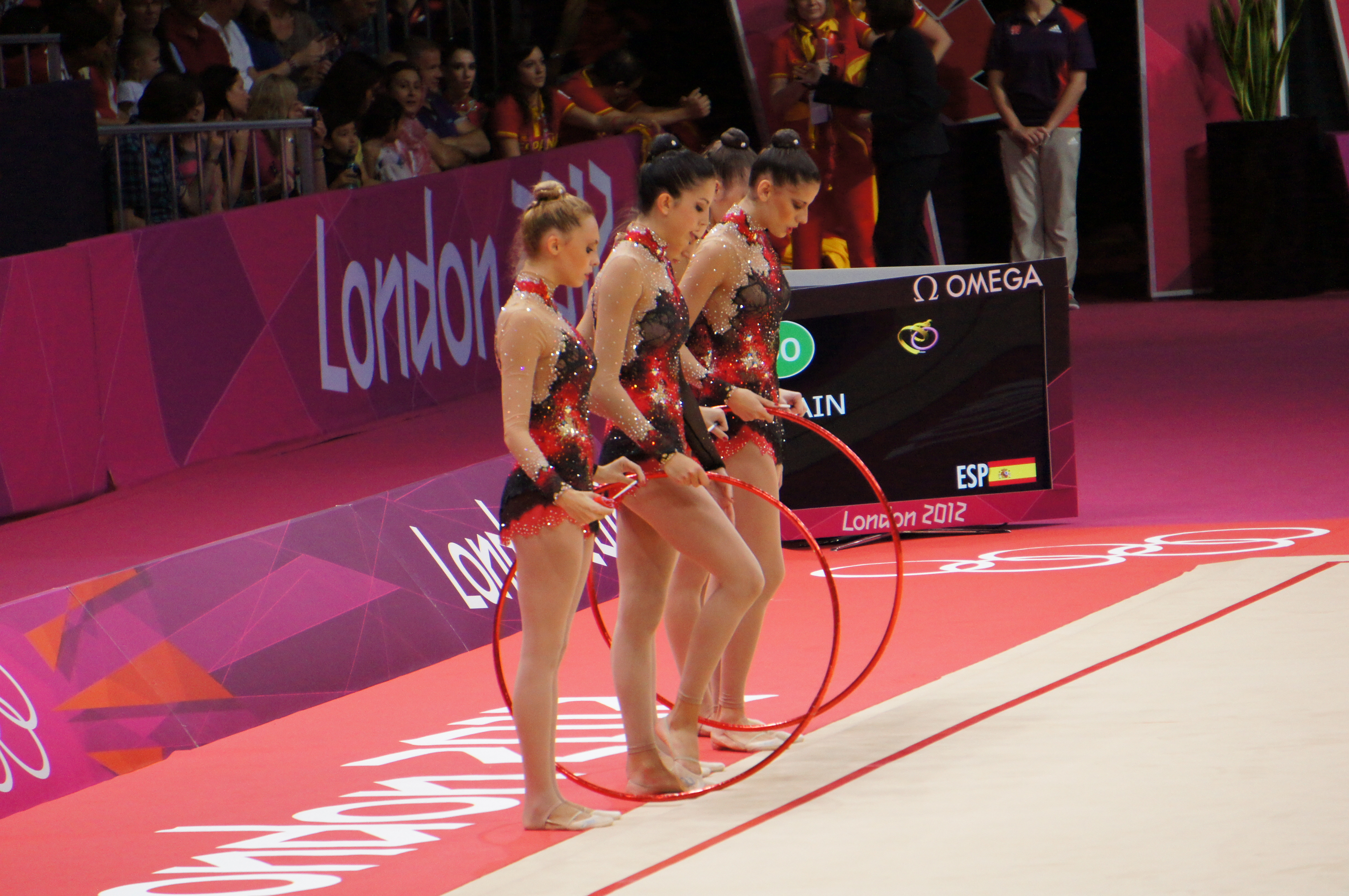
Las componentes del equipo antes de realizar el ejercicio de 3 cintas y 2 aros.
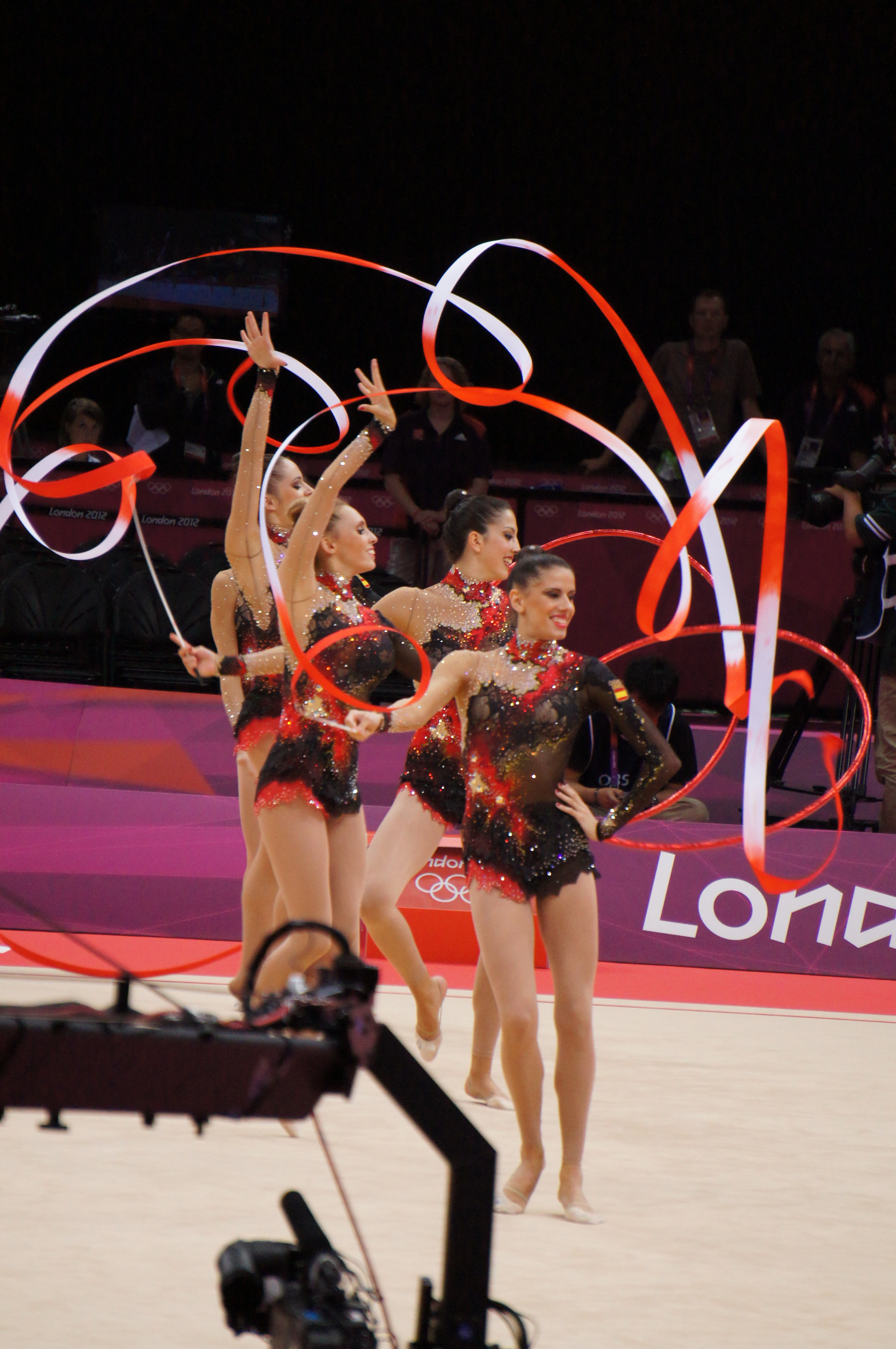
El conjunto durante el ejercicio mixto.
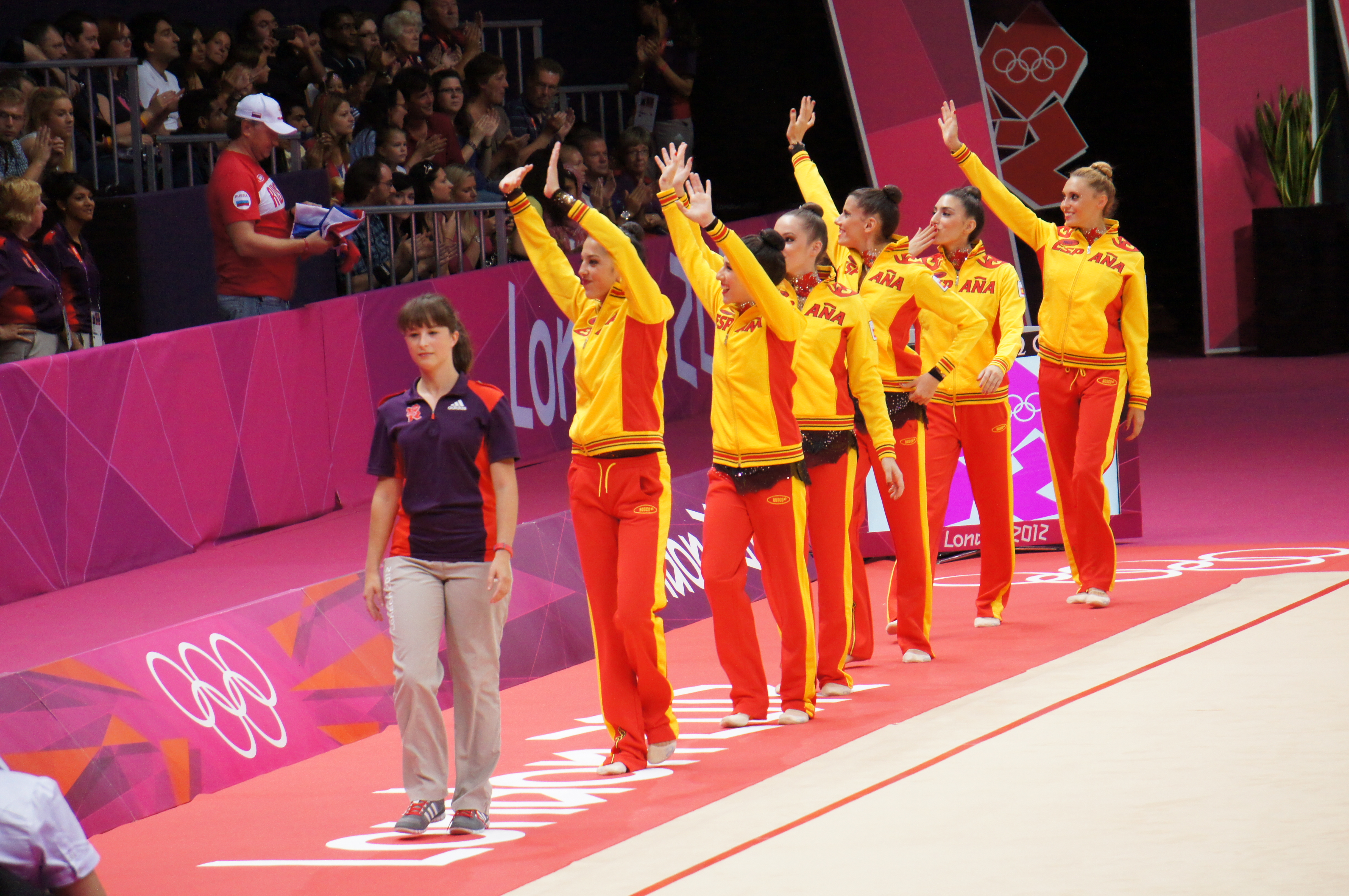
El equipo español saludando al público tras finalizar la competición.

## Filmografía

### Programas de televisión
| Programas de televisión | Programas de televisión           | Programas de televisión       | Programas de televisión                                   |
| Año                     | Título                            | Cadena                        | Notas                                                     |
| ----------------------- | --------------------------------- | ----------------------------- | --------------------------------------------------------- |
| 2011                    | Objetivo 2012                     | Teledeporte                   | Aparición en reportaje                                    |
| 2012                    | Objetivo 2012                     | Teledeporte                   | Aparición en reportaje                                    |
| 2012                    | Comando actualidad                | La 1 de TVE                   | Aparición en reportaje                                    |
| 2014                    | Objetivo Río                      | Teledeporte                   | Aparición en reportaje                                    |
| 2014                    | Canal Sur Noticias                | Canal Sur                     | Entrevistada en reportaje                                 |
| 2015                    | XXXV Gala Nacional del Deporte    | Teledeporte                   | Premiada junto al resto del conjunto                      |
| 2015                    | El hormiguero                     | Antena 3                      | Invitada junto al resto del conjunto                      |
| 2015                    | Objetivo Río                      | Teledeporte                   | Aparición en reportaje                                    |
| 2016                    | XXXVI Gala Nacional del Deporte   | Teledeporte                   | Premiada junto al resto del conjunto                      |
| 2016                    | Objetivo Río                      | Teledeporte                   | Aparición en reportaje                                    |
| 2016                    | MasterChef Junior                 | La 1 de TVE                   | Invitada junto al resto del conjunto                      |
| 2017                    | Andalucía Al Día Deportes         | Andalucía TV                  | Invitada                                                  |
| 2017                    | XXXVII Gala Nacional del Deporte  | Teledeporte                   | Premiada junto al resto del conjunto                      |
| 2018                    | XXXVIII Gala Nacional del Deporte | Teledeporte                   | Encargada de entregar premio junto al resto del conjunto  |
| 2018                    | ¡Qué animal!                      | La 2 de TVE                   | Invitada junto al resto del conjunto                      |
| 2019                    | Hijos de Andalucía                | Canal Sur 1                   | Entrevistada en reportaje                                 |
| 2019                    | Un año de tu vida                 | Canal Sur 1                   | Invitada                                                  |
| 2019                    | Legends Live On                   | Eurosport 1 y Olympic Channel | Entrevistada en el reportaje «Spain's "Las Niñas de Oro"» |
| 2020                    | La tarde, aquí y ahora            | Canal Sur 1                   | Invitada                                                  |

### Películas
| Películas | Películas                       | Películas  | Películas                                        | Películas     |
| Año       | Título                          | Personaje  | Notas                                            | Director      |
| --------- | ------------------------------- | ---------- | ------------------------------------------------ | ------------- |
| 2015      | Vidas olímpicas                 | Ella misma | Documental sobre el Proyecto FER                 | César Martí   |
| 2015      | Mereciendo un sueño             | Ella misma | Cortometraje documental promocional de Freixenet | Jorge Cosmen  |
| 2016      | La satisfacción es para siempre | Ella misma | Cortometraje documental promocional de Freixenet | Jorge Palomar |
| 2018      | Más que plata                   | Ella misma | Cortometraje documental                          | Carlos Agulló |

### Vídeos musicales
| Vídeos musicales | Vídeos musicales      | Vídeos musicales              | Vídeos musicales | Vídeos musicales |
| Año              | Canción               | Artista                       | Director         |                  |
| ---------------- | --------------------- | ----------------------------- | ---------------- | ---------------- |
| 2018             | «The Dream of Flying» | Zeltia Montes & Krysta Youngs | Carlos Agulló    |                  |

### Publicidad
- Spots de Navidad para Dvillena, entonces patrocinador de la RFEG (2012, 2013 y 2015).[173]
- Spot de la puntera «Sensación» de Dvillena, entonces patrocinador de la RFEG (2014).[174]
- Anuncio de televisión para el Programa ADO de la campaña «Preparados para hacer historia», dirigido por Benito Zambrano (2014).
- Vídeo promocional de la RFEG titulado «El sueño de volar» (imágenes de archivo), dirigido por Carlos Agulló (2015).[175]
- Anuncios de televisión de Navidad de Freixenet de las campañas «Brillar» (2015) y «Brillar 2016» (2016), dirigidos por Kike Maíllo.
- Vídeo promocional de la RFEG titulado «A ritmo de Río», dirigido por Carlos Agulló (2016).[176]
- Spot de la colección gymwear «City Lights» de Oysho, entonces patrocinador de la RFEG (2016).[177]
- Spot de la campaña «Sport vs. Bullying» de la Fundación Jero García y LaLiga4Sports (2018).[178]
- Spot del Centro Colonial Sport de la RFEG (2018).[179]